# Opacidade
A opacidade é uma propriedade óptica da matéria, que apresenta diversos graus e características. Popularmente, um material é considerado "opaco" quando não permite a passagem da luz em proporções apreciáveis. Mais genericamente, e por uma abordagem mais formal em física, é a medida da impenetrabilidade a radiação eletromagnética ou outros tipos de radiação, incluindo a mais perceptível pelos humanos, a luz visível.
Com respeito à luz visível, um material é dito "translúcido" permitindo a passagem , porém de maneira difusa, tornando as formas das imagens transmitidas irreconhecíveis, e é "transparente" quando permite facilmente a passagem da luz quando permite a passagem da luz (apresentando nesta transparência (arte), graduações, podendo absorver de uma pequena e mínima parte da luz até uma grande parte desta, mas preservando sempre a imagem, as formas, transmitidas).
Quando a luz colide com uma interface entre duas substâncias, em geral alguma luz pode ser refletida, , alguma dispersada, alguma absorvida, e um restante transmitida (ver também refração). Uma substância opaca transmite muito pouca luz, e entretanto reflete, dispersa, ou absorve a maioria esta. Tanto espelhos e "negro de fumo" (carbono praticamente puro) são exemplos de substâncias opacas, mas suas absorções e refletividades são evidentemente diferentes.
A opacidade depende da frequência (portanto, de seu comprimento de onda) da luz sendo considerada. Segundo a mecânica quântica, um material será opaco a um certo comprimento de onda quando em seu esquema de níveis de energia existe alguma diferença de energia que corresponde a esse comprimento de onda. Por isso, os metais são opacos ( e refletem a luz ) pois suas bandas de energia são tão amplas que qualquer cor do espectro visível pode ser absorvido e reemitido.
Por este motivo, por exemplo, alguns tipos de vidro, enquanto transparentes no espectro do visível, são fortemente opacos a luz ultravioleta.
Exemplos extremos deste tipo de dependência da frequência é visível nas linhas de absorção de gases frios. Em geral, um material tende a emitir luz na mesmas proporções que o absorve.
Para aplicações técnicas considera-se a transparência ou a opacidade, também, para as radiações infravermelha, ultravioleta, raios-X e raios gama.
Em tranferência radioativa, a opacidade descreve a absorção e dispersão de radiação em um meio, tal como um plasma, dielétrico, material de proteção às radiações, vidros, etc.

## Definição
A opacidade {\displaystyle \kappa _{\nu }} dá a taxa de absorção (ou extinção), a qual é a fração da intensidade {\displaystyle I_{\nu }}, da radiação que é absorvida ou difundida por unidade de distância ao longo de um raio de propagação:
{\displaystyle {\partial I_{\nu } \over \partial x}=-I_{\nu }\kappa _{\nu }}.
Para um dado meio têm um valor numérico que pode variar entre 0 e infinito. É também chamado de coeficiente de absorção (ver também coeficiente de extinção). Em geral {\displaystyle \kappa _{\nu }} depende da frequência {\displaystyle \nu } da radiação, assim como da densidade, temperatura, e composição do meio. O percurso livre médio é a distância que um fóton viaja em um meio antes da absorção ou dispersão é definido como {\displaystyle 1/(\kappa _{\nu }\rho )}, onde {\displaystyle \rho } a densidade do material. A notação {\displaystyle \kappa _{\lambda }} é a opacidade descrita como uma função do comprimento de onda {\displaystyle \lambda }. Enquanto muitos materiais são muito opacos (aço na luz visível, tendo opacidade próxima do infinito), e outros muito transparentes (ar, este tendo opacidade próxima de zero), sendo que muitos outros materiais têm opacidade intermediária (tal como a água), então a opacidade frequentemente é tratada como uma propriedade booleana.
Em astronomia e campos de imagens de planetas, a profundidade óptica, tau, define a opacidade: zero indica transparência e números mais altos indicam mais e mais opacidade de uma forma exponencial inversa, por exemplo um tau de 1 indica 36 porcento de luz passando (e-1 = 0.36), e um tau de 5 indica menos de 1 porcento de passagem (e -5 = 0.0067).
Em astrofísica e física de plasma "opacidade", ou coeficiente de absorção, {\displaystyle \kappa _{\nu }} é definido como {\displaystyle \kappa _{\nu }\rho I_{\nu }d\nu d\Omega } que dá a energia correspondente absorvida por unidade de tempo de um feixe de determinada intensidade {\displaystyle I_{\nu }} em um meio de densidade {\displaystyle \rho } (então {\displaystyle \kappa _{\nu }} é medido em {\displaystyle {\rm {cm}}^{2}{\rm {g}}^{-1}}).
A profundidade ótica {\displaystyle \tau _{\nu }} ao longo da direção da propagação é então {\displaystyle d\tau _{\nu }=\kappa _{\nu }\rho ds}, onde {\displaystyle ds} é a distância ao longo desta direção. É costumeiramente definida a opacidade média, calculada usando um certo esquema ponderal. A opacidade de Planck usa a densidade de distribuição de densidade de energia da radiação de um corpo negro de Planck como a função ponderal, e a media {\displaystyle \kappa _{\nu }} diretamente. A opacidade de Rosseland, por outro lado, usa uma derivada da temperatura da distribuição de Planck (normalizada) como a função ponderal, e media {\displaystyle \kappa _{\nu }^{-1}},
{\displaystyle {\frac {1}{\kappa }}={\frac {\int _{0}^{\infty }\kappa _{\nu }^{-1}u(\nu ,T)d\nu }{\int _{0}^{\infty }u(\nu ,T)d\nu }}}.
O percurso livre médio do fóton é {\displaystyle \lambda _{\nu }=(\kappa _{\nu }\rho )^{-1}}. A opacidade de Rosseland é derivada na aproximação da difusão a equação de transporte radioativo. Ela é válida quando o campo de radiação é isotrópico em distâncias comparáveis ou menores que o percurso livre médio da radiação, tal como em equilíbrio térmico local. Na prática, a opacidade média para a dispersão de elétrons de Thomson é {\displaystyle \kappa _{\rm {es}}=0.40{\rm {cm}}^{2}{\rm {g}}^{-1}} e para bremsstrahlung térmico não relativístico, ou transições "livre-livre", é
{\displaystyle \kappa _{\rm {ff}}(\rho ,T)=0.64\times 10^{23}(\rho [{\rm {g}}~{\rm {cm}}^{-3}])(T[{\rm {K}}])^{-7/2}{\rm {cm}}^{2}{\rm {g}}^{-1}}.
O coeficiente de absorção médio de Rosseland incluindo tanto dispersão e absorção (também chamada a coeficiente de extinção) é
{\displaystyle {\frac {1}{\kappa }}={\frac {\int _{0}^{\infty }(\kappa _{\nu ,{\rm {es}}}+\kappa _{\nu ,{\rm {ff}}})^{-1}u(\nu ,T)d\nu }{\int _{0}^{\infty }u(\nu ,T)d\nu }}}.